# Pata (Sénégal)
Pour les articles homonymes, voir Pata.
Pata est une commune du Sénégal située dans le nord-ouest du département de Médina Yoro Foulah et la région de Kolda, en Haute-Casamance. Elle est proche de la frontière avec la Gambie.
Pata fait partie de la région historique du Fouladou.
Le village a été érigé en commune en juillet 2008. 
Selon une source officielle, Pata compte 1 140 habitants et 106 ménages.
À vol d'oiseau, les localités les plus proches sont Madina Dahaba, Diabougou Dembo Drane, Njoben, Ahalulie, Fas Abdou, Sare Mansa, Darsalam, Ndiavene et Galo Marou. 